# مارتا شومان
مارتا شومان (بالنرويجية البوكمول: Marta Schumann)‏ هي كاتبة خيال علمي وكاتِبة وشاعرة نرويجية، ولدت في 4 فبراير 1919، وتوفيت في 24 أبريل 1994.